# Roberts Blossom
Roberts Scott Blossom (New Haven, Connecticut, 25 de marzo de 1924-Santa Mónica, California, 8 de julio de 2011) fue un actor y poeta estadounidense. Es reconocido por apariciones en numerosos filmes y series de televisión como Encuentros en la tercera fase, Fuga de Alcatraz, Christine, Home Alone, Deranged, entre otros. Falleció a causa de un accidente cerebrovascular el 8 de julio de 2011, a los 87 años.

## Filmografía
En cine
- The Hospital (1971)
- Matadero cinco (1972)
- Please Stand by (1972)
- Deranged (1974)
- El gran Gatsby (1974)
- Handle with Care (1977)
- Encuentros en la tercera fase (1977)
- Fuga de Alcatraz (1979)
- Resurrection (1980)
- Christine (1983)
- Reuben, Reuben (1983)
- Flashpoint (1984)
- Cuentos asombrosos, «El tren fantasma» (1985)
- Vision Quest (1985)
- Candy Mountain (1988)
- La última tentación de Cristo (1988)
- Always (1989)
- Home Alone (1990)
- Death Falls (1991)
- Doc Hollywood (1991)
- Rápida y mortal (1995)